# Grote bremraap
De grote bremraap (Orobanche rapum-genistae) is een 20-85 cm hoge plant uit de bremraapfamilie (Orobanchaceae). Synoniemen zijn Orobanche rapum en Orobanche major.

## Kenmerken
De klokvormige bloemkroon is 1,8-2,5 cm lang en vleeskleurig tot lichtbruin. De helmdraden zijn aan de onderzijde kaal. De middenlob van de onderlip is tweemaal zo lang als de twee zijlobben. De stempel is geel, soms met een paarse rand.
De bloeiperiode loopt van mei tot juli.

## Ecologie
De plant is een parasiet zonder chlorofyl. De soort parasiteert op (gewone) brem.
In Nederland kan men de plant aantreffen in Noord-Limburg en in Oost-Gelderland. Het is een plant van heiden, bossen en struweel op droge voedselarme zwak zure bodem.
In Vlaanderen staat de soort op de Rode lijst als zeldzaam met een negatieve trend. In Nederland staat de soort op de Rode lijst als zeer zeldzaam en zeer sterk in aantal afgenomen.